# Nemotelus matilei
Nemotelus matilei är en tvåvingeart som beskrevs av Mason 1997. Nemotelus matilei ingår i släktet Nemotelus och familjen vapenflugor.
Artens utbredningsområde är Kenya. Inga underarter finns listade i Catalogue of Life.